# Pech Godou
Pech Godou (également orthographié Pech Gaudou ou Pechgaudou) est un repaire noble (repayrium nobile, maison forte périgordine médiévale) situé sur la commune de Belvès, dans le département de la Dordogne.

## Historique
Au XVIe siècle, il appartenait à la famille de Commarque qui a combattu du côté protestant.
Henri de Navarre y a été reçu par Annet de Commarque en 1577.  
Annet de Commarque est écuyer, sieur de Pechgaudou, Sigognac, La Barde et Molières. En 1572, il était un homme d'armes dans la compagnie du baron de Biron. 
Il a reçu en décembre 1577 une commission du roi de Navarre pour surprendre Saint-Avit-Sénieur. D'après les chroniques de Jean Tarde, il est entré dans le fort de Saint-Avit comme ami et voisin, ayant toute sa vie professé la foi catholique. Étant entré, il fait garder la porte et sonner les cloches pour avertir ceux qu'il avait laissés en embuscade à l'extérieur qui entrèrent. Les chanoines sont alors tués ou prisonniers. L'église est rompue et le clocher mis à terre, les cloches emportées et les titres brûlés. Les protestants ont gardé Saint-Avit jusqu'en mai. Il a été poursuivi pour ses excès devant le parlement de Bordeaux par l'archevêque de Bordeaux. Il est amnistié par l'édit de pacification.
Le monument fait l’objet d’une inscription au titre des monuments historiques depuis le 23 février 1981.